# El Clú del Claun
El Clú de Claun fue un grupo teatral argentino creado en 1984. Estuvo formado (con algunas variaciones a través de los años) por los actores Guillermo Angelelli (Cucumelo), Walter Barea (Batato), Gabriel Chame Buendía (Piola), Hernán Gené (Pitucón), Cristina Martí (Petarda) y Daniel Miranda (Loreto). 

## Historia
Algunos de estos actores se conocieron en los cursos de “clown” de Cristina Moreira. Comenzaron en el verano de 1985, haciendo improvisaciones en las plazas. Cuando el verano terminó se hizo más difícil trabajar al aire libre; entonces, Hernán Gené decidió poner en escena la obra “Arturo”, en esa época la formación del grupo incluía a Guillermo Angelelli, Walter Barea, Cristina Martí y Silvia Cohen. Esta obra fue un éxito y el grupo siguió hasta 1991 aproximadamente.
Presentaron sus obras en los teatros del “under” como el Centro Cultural Rojas y el Parakultural, entre otros, pero también lo hicieron en el Teatro Nacional Cervantes.
Realizaron presentaciones en otros países; en 1987, en Cuba; en 1988, en Colombia, Venezuela y Uruguay; y en 1989, en España.

## Obras presentadas
Durante su trayectoria presentan siete obras:
- Arturo, dirección de Hernán Gené (1985)

- Superrutinas 78, dirección de E.C.D.C. (1985)

- Escuela de Payasos, dirección de J.C. Gené (1986)

- Esta me la vas a pagar, dirección de E.C.D.C. (1986)

- El burlador de Sevilla, dirección de R. Villanueva (1988)

- La Historia del Teharto, dirección de J.C. Gené (1989)

- 1789 Tour, dirección de A. Gautré (1989)

## Reacción ante la crítica
La crítica de la época los acusaba de falta de preparación actoral. Ante esto los actores deciden abrir al público sus “sesiones de reflexión y estudio sobre el arte del actor”. Allí interpretarían sus versiones de las siguientes obras clásicas de la dramaturgia universal:
- Del Teatro Griego: Edipo Rey, de Sófocles

- Tragedia Isabelina: Macbeth, de Shakespeare

- Teatro Kabuki: El dragón y las mariposas

- Siglo de Oro Español: La vida es sueño, de Calderón de la Barca.

- Romanticismo: La dama de las camelias, de Alejandro Dumas (hijo)

- Realismo-naturalismo: Un enemigo del pueblo, de Ibsen

## Reencuentro
En el año 2006 Cristina Martí, Gabriel Chamé Buendía, Guillermo Angelelli y Hernán Gené se reencuentran en el Centro Cultural Rojas, a este encuentro, que coordina Jorge Dubatti, acude un público numeroso, donde se presentan imágenes de las siete obras del grupo, se realiza una cronología de su trayectoria y se interactúa, a modo de preguntas y respuestas, con los espectadores.